# Mizuho Bank
Mizuho Bank, Ltd. Banca Mizuko (in giapponese 株式会社みずほ銀行?, Kabushiki-gaisha, Mizuho Ginkō) è una banca giapponese di proprietà di Mizuho Financial Group (Borsa di Tokio: 8411; NYSE: MFG), la terza più grande società di servizi finanziari in Giappone. Mizuho è una delle tre cosiddette "megabanche" giapponesi (insieme a Mitsubishi UFJ Financial Group e Sumitomo Mitsui Financial Group) e fornisce prodotti e servizi finanziari a un'ampia gamma di clienti, tra cui privati, piccole e medie imprese, grandi aziende, istituti finanziari ed enti del settore pubblico. Il quartiere generale della banca, che in Giappone e in altri 38 paesi ha oltre 505 filiali e uffici, si trova nel quartiere Otemachi di Chiyoda, Tokio.
Il nome "Mizuho" è un termine giapponese arcaico che significa "spighe di riso dorate" ed era usato nel testo classico Nihon Shoki per descrivere il Giappone.

## Storia
Annunciato nel 1999, Mizuho Financial Group è stato fondato il 1º aprile 2002 dalla fusione di Dai-Ichi Kangyo Bank, Fuji Bank e Industrial Bank of Japan]. Tutti e tre i predecessori erano importanti istituzioni finanziarie a pieno titolo ed erano considearte come pietre angolari dei principali zaibatsu (era prebellica) e keiretsu (era del dopoguerra). Nell'aprile 2002, Mizuho Corporate Bank e Mizuho Bank furono fondate come due filiali bancarie principali del Mizuho Financial Group attraverso un processo di scissione e fusione che riorganizzava le tre banche preesistenti. È stata la prima struttura di holding finanziaria creata tra le principali banche giapponesi. La Mizuho Corporate Bank si è concentrata su grandi società, istituzioni finanziarie ed enti del settore pubblico in Giappone e all'estero.  La Mizuho Bank si è concentrata sui privati e sulle piccole e medie imprese in Giappone.
La Mizuho Corporate Bank si è impegnata in una costante espansione all'estero, aprendo venti uffici tra il 2005 e il 2010, in particolare in Cina, così come nelle Americhe, in Europa e nel Medio Oriente. Nel 2006, la Mizuho Corporate Bank è diventata la prima banca giapponese ad ottenere lo status di holding finanziaria negli Stati Uniti, e il Mizuho Financial Group ha quotato i suoi ADR alla Borsa di New York.
Le due banche furono inizialmente consolidate sotto una holding, Mizuho Holding. Il 1º ottobre 2005 sono state trasferite in un nuovo veicolo holding, Mizuho Financial Group. Il 1º luglio 2013 ha avuto luogo una fusione tra l'ex Mizuho Bank e l'ex Mizuho Corporate Bank e l'istituto è stato denominato Mizuho Bank.